# Montclar-sur-Gervanne
Montclar-sur-Gervanne é uma comuna francesa na região administrativa de Auvérnia-Ródano-Alpes, no departamento de Drôme. Estende-se por uma área de 29,63 km². Em 2010 a comuna tinha 192 habitantes (densidade: 6,5 hab./km²).